# Goleam Devesil, Kărdjali
Goleam Devesil (în bulgară Голям Девесил) este un sat în comuna Krumovgrad, regiunea Kărdjali,  Bulgaria. 

## Demografie
Componența etnică a satului Goleam Devesil
     Bulgari (31,08%)
     Nicio identificare (66,89%)
     Altele (2,02%)
La recensământul din 2011, populația satului Goleam Devesil era de 148 locuitori. Nu există o etnie majoritară, locuitorii fiind  și bulgari (31,08%). Pentru 66,89% din locuitori nu este cunoscută apartenența etnică.